# Sennfeld
Sennfeld település Németországban, azon belül Bajorországban. Lakosainak száma 4533 fő (2023. december 31.).

## Népesség
A település népessége az elmúlt években az alábbi módon változott:
| Lakosok száma | 900  | 3331 | 4101 | 4147 | 4252 | 4356 | 4495 | 4564 | 4578 | 4533 |
|               | 1875 | 1950 | 1975 | 2011 | 2013 | 2014 | 2016 | 2018 | 2021 | 2023 |